# Warrior (album của Kesha)
 Warrior là album phòng thu thứ hai của ca sĩ kiêm sáng tác nhạc người Mỹ Kesha, phát hành ngày 30 tháng 11 năm 2012 bởi Kemosabe Records và RCA Records. Kesha sáng tác album khi đang thực hiện chuyến lưu diễn đầu tay Get Sleazy Tour (2011) và trong quá trình theo đuổi hành trình tâm linh. Đây là một bản thu âm electropop kết hợp với âm hưởng của EDM, rock, punk, hip hop, đồng quê và dân gian. Nữ ca sĩ mô tả  Warrior mang tính cá nhân hơn những tác phẩm trước của cô và là một nỗ lực trong việc hồi sinh nhạc rock, gọi đây là một album "cock pop" với chủ đề chính về ma thuật. Kesha hợp tác với nhiều nhà sản xuất khác nhau, bao gồm những cộng tác viên quen thuộc như Dr. Luke, Max Martin, Shellback, Ammo và Benny Blanco. Đĩa nhạc có sự tham gia góp giọng của Iggy Pop, cũng như đóng góp về mặt sáng tác của Nate Ruess, will.i.am, Bonnie McKee, Patrick Carney của The Black Keys, ban nhạc rock The Strokes và The Flaming Lips, và mẹ của nữ ca sĩ Pebe Sebert. 
Một đĩa mở rộng cũng được phát hành dưới dạng đĩa kèm theo cho phiên bản người hâm mộ của Warrior, Deconstructed (2012) với bốn bản nhạc ra mắt trước đó được tái thu âm và bản hát lại "Old Flames Can't Hold a Candle to You" (1980) của Dolly Parton. Sau khi phát hành, album đa phần nhận được những phản ứng tích cực từ các nhà phê bình âm nhạc, trong đó họ đánh giá cao ảnh hưởng nhạc rock của tác phẩm, nội dung ca từ và những màn kết hợp, nhưng cũng vấp phải một số chỉ trích về việc sử dụng Auto-Tune và quá trình sản xuất rập khuôn. Warrior được xem như bước thụt lùi lớn về mặt thương mại so với album phòng thu trước Animal (2010) khi đạt thứ hạng thấp trên các bảng xếp hạng toàn cầu, mặc dù vẫn lọt vào top 20 ở một số thị trường lớn như Úc, Canada và Nhật Bản. Album ra mắt ở vị trí thứ sáu trên bảng xếp hạng Billboard 200 tại Hoa Kỳ với 86,000 bản, trở thành đĩa nhạc thứ hai của Kesha vươn đến top 10 và sau đó được chứng nhận đĩa Bạch kim bởi Hiệp hội Công nghiệp Ghi âm Hoa Kỳ (RIAA).
Ba đĩa đơn đã được phát hành từ Warrior. "Die Young" được chọn làm đĩa đơn mở đường và lọt vào top 10 tại nhiều quốc gia Châu Âu và Úc. Đĩa đơn đạt vị trí thứ hai trên bảng xếp hạng Billboard Hot 100, nhưng chịu sự sụt giảm lớn về lượng phát sóng trên đài phát thanh và doanh số tiêu thụ sau vụ xả súng tại Trường tiểu học Sandy Hook khiến lời bài hát bị giới phê bình diễn giải theo hướng tiêu cực. Đĩa đơn thứ hai "C'Mon" chỉ đạt vị trí thứ 27 tại Hoa Kỳ, qua đó chấm dứt chuỗi loạt hit top 10 liên tiếp của Kesha kể từ đĩa đơn đầu tay "Tik Tok". Nữ ca sĩ sau đó kết hợp với will.i.am cho bản phối lại của "Crazy Kids" và phát hành làm đĩa đơn cuối cùng, nhưng chỉ tiếp nhận những thành tích ít ỏi trên toàn thế giới. Để quảng bá album, Kesha xuất hiện và trình diễn trên nhiều chương trình truyền hình và lễ trao giải lớn, như Late Night with Jimmy Fallon, Today, The X Factor và giải thưởng Âm nhạc Mỹ năm 2012, cũng như thực hiện hai chuyến lưu diễn: North American Tour 2013 với rapper người Mỹ Pitbull và Warrior Tour (2013–2015).

## Danh sách bài hát
| Warrior – Phiên bản tiêu chuẩn | Warrior – Phiên bản tiêu chuẩn          | Warrior – Phiên bản tiêu chuẩn                                           | Warrior – Phiên bản tiêu chuẩn         | Warrior – Phiên bản tiêu chuẩn |
| STT                            | Nhan đề                                 | Sáng tác                                                                 | Sản xuất                               | Thời lượng                     |
| ------------------------------ | --------------------------------------- | ------------------------------------------------------------------------ | -------------------------------------- | ------------------------------ |
| 1.                             | "Warrior"                               | Kesha Sebert Lukasz Gottwald Max Martin Pebe Sebert Henry Walter         | Dr. Luke Cirkut Emily Wright [A]       | 4:00                           |
| 2.                             | "Die Young"                             | K. Sebert Gottwald Benjamin Levin Nate Ruess Walter                      | Dr. Luke Benny Blanco Cirkut           | 3:32                           |
| 3.                             | "C'Mon"                                 | K. Sebert Gottwald Levin Martin Bonnie McKee Walter                      | Dr. Luke Blanco Cirkut Wright [A]      | 3:34                           |
| 4.                             | "Thinking of You"                       | K. Sebert Klas Åhlund Gottwald Levin Ammar Malik Dan Omelio Walter       | Dr. Luke Blanco Cirkut Wright [A]      | 3:04                           |
| 5.                             | "Crazy Kids"                            | K. Sebert William Adams Gottwald Levin Walter                            | Dr. Luke Blanco Cirkut                 | 3:50                           |
| 6.                             | "Wherever You Are"                      | K. Sebert Gottwald Martin Walter                                         | Dr. Luke Cirkut                        | 3:58                           |
| 7.                             | "Dirty Love" (hợp tác với Iggy Pop)     | K. Sebert Pop Gottwald P. Sebert Matt Squire Walter                      | Dr. Luke Cirkut Squire                 | 2:44                           |
| 8.                             | "Wonderland"                            | K. Sebert Gottwald Allan Grigg P. Sebert Walter                          | Dr. Luke Kool Kojak Cirkut Wright [A]  | 3:42                           |
| 9.                             | "Only Wanna Dance with You"             | K. Sebert Gottwald Martin Walter                                         | Dr. Luke Martin Cirkut Steven Wolf [B] | 3:31                           |
| 10.                            | "Supernatural"                          | K. Sebert Gottwald Nik Kershaw Martin McKee Walter                       | Dr. Luke Cirkut                        | 4:10                           |
| 11.                            | "All That Matters (The Beautiful Life)" | K. Sebert Shellback Martin Savan Kotecha Alexander Kronlund Lukas Loules | Martin Shellback                       | 3:37                           |
| 12.                            | "Love into the Light"                   | K. Sebert                                                                | Greg Kurstin                           | 4:46                           |
| Tổng thời lượng:               | Tổng thời lượng:                        | Tổng thời lượng:                                                         | Tổng thời lượng:                       | 44:27                          |

| Warrior – Phiên bản cao cấp (bản nhạc kèm theo) | Warrior – Phiên bản cao cấp (bản nhạc kèm theo) | Warrior – Phiên bản cao cấp (bản nhạc kèm theo)   | Warrior – Phiên bản cao cấp (bản nhạc kèm theo) | Warrior – Phiên bản cao cấp (bản nhạc kèm theo) |
| STT                                             | Nhan đề                                         | Sáng tác                                          | Sản xuất                                        | Thời lượng                                      |
| ----------------------------------------------- | ----------------------------------------------- | ------------------------------------------------- | ----------------------------------------------- | ----------------------------------------------- |
| 13.                                             | "Last Goodbye"                                  | K. Sebert Gottwald Levin Malik Omelio Walter      | Dr. Luke Blanco Cirkut Wright [A]               | 3:50                                            |
| 14.                                             | "Gold Trans Am"                                 | K. Sebert Gottwald Grigg P. Sebert Walter         | Dr. Luke Kojak Cirkut Wright [A]                | 3:20                                            |
| 15.                                             | "Out Alive"                                     | K. Sebert Joshua Coleman Mathieu Jomphe P. Sebert | Ammo Billboard Wright [A]                       | 3:31                                            |
| 16.                                             | "Past Lives"                                    | K. Sebert                                         | The Flaming Lips Stardeath and White Dwarfs     | 3:35                                            |
| Tổng thời lượng:                                | Tổng thời lượng:                                | Tổng thời lượng:                                  | Tổng thời lượng:                                | 58:43                                           |

| Warrior – Phiên bản tại Nhật Bản (bản nhạc kèm theo) | Warrior – Phiên bản tại Nhật Bản (bản nhạc kèm theo)             | Warrior – Phiên bản tại Nhật Bản (bản nhạc kèm theo)                                    | Warrior – Phiên bản tại Nhật Bản (bản nhạc kèm theo) | Warrior – Phiên bản tại Nhật Bản (bản nhạc kèm theo) |
| STT                                                  | Nhan đề                                                          | Sáng tác                                                                                | Sản xuất                                             | Thời lượng                                           |
| ---------------------------------------------------- | ---------------------------------------------------------------- | --------------------------------------------------------------------------------------- | ---------------------------------------------------- | ---------------------------------------------------- |
| 17.                                                  | "Die Young" (Dallas K extended mix)                              | K. Sebert Gottwald Levin Ruess Walter                                                   | Dr. Luke Blanco Cirkut                               | 5:49                                                 |
| 18.                                                  | "Die Young" (My Digital Enemy remix)                             | K. Sebert Gottwald Levin Ruess Walter                                                   | Dr. Luke Blanco Cirkut                               | 5:46                                                 |
| 19.                                                  | "Die Young" (remix; hợp tác với Juicy J, Wiz Khalifa và Becky G) | K. Sebert Gottwald Levin Ruess Walter Jordan Houston Cameron Thomaz Rebecca Marie Gomez | Dr. Luke Blanco Cirkut                               | 4:03                                                 |
| Tổng thời lượng:                                     | Tổng thời lượng:                                                 | Tổng thời lượng:                                                                        | Tổng thời lượng:                                     | 74:21                                                |

| Warrior – Phiên bản mở rộng (bản nhạc kèm theo) | Warrior – Phiên bản mở rộng (bản nhạc kèm theo)             | Warrior – Phiên bản mở rộng (bản nhạc kèm theo) | Warrior – Phiên bản mở rộng (bản nhạc kèm theo) | Warrior – Phiên bản mở rộng (bản nhạc kèm theo) |
| STT                                             | Nhan đề                                                     | Sáng tác                                        | Sản xuất                                        | Thời lượng                                      |
| ----------------------------------------------- | ----------------------------------------------------------- | ----------------------------------------------- | ----------------------------------------------- | ----------------------------------------------- |
| 20.                                             | "Old Flames Can't Hold a Candle to You" (Deconstructed mix) | Hugh Moffatt P. Sebert                          | Kurstin Sean Cimino                             | 3:40                                            |
| 21.                                             | "Blow" (Deconstructed mix)                                  | K. Sebert Åhlund Gottwald Grigg Levin Martin    | Kurstin                                         | 3:12                                            |
| 22.                                             | "The Harold Song" (Deconstructed mix)                       | K. Sebert Coleman                               | Kurstin Cimino                                  | 4:55                                            |
| 23.                                             | "Die Young" (Deconstructed mix)                             | K. Sebert Gottwald Levin Ruess Walter           | Kurstin                                         | 3:22                                            |
| 24.                                             | "Supernatural" (Deconstructed mix)                          | K. Sebert Gottwald Martin McKee Walter          | Kurstin Cimino                                  | 4:27                                            |
| Tổng thời lượng:                                | Tổng thời lượng:                                            | Tổng thời lượng:                                | Tổng thời lượng:                                | 93:17                                           |

| Warrior – Phiên bản trên iTunes Nhật Bản và bản cao cấp giới hạn tại Nhật Bản (đĩa kèm theo) | Warrior – Phiên bản trên iTunes Nhật Bản và bản cao cấp giới hạn tại Nhật Bản (đĩa kèm theo) | Warrior – Phiên bản trên iTunes Nhật Bản và bản cao cấp giới hạn tại Nhật Bản (đĩa kèm theo) | Warrior – Phiên bản trên iTunes Nhật Bản và bản cao cấp giới hạn tại Nhật Bản (đĩa kèm theo) | Warrior – Phiên bản trên iTunes Nhật Bản và bản cao cấp giới hạn tại Nhật Bản (đĩa kèm theo) |
| STT                                                                                          | Nhan đề                                                                                      | Sáng tác                                                                                     | Sản xuất                                                                                     | Thời lượng                                                                                   |
| -------------------------------------------------------------------------------------------- | -------------------------------------------------------------------------------------------- | -------------------------------------------------------------------------------------------- | -------------------------------------------------------------------------------------------- | -------------------------------------------------------------------------------------------- |
| 1.                                                                                           | "Old Flames Can't Hold a Candle to You" (Deconstructed mix)                                  | Hugh Moffatt P. Sebert                                                                       | Kurstin Sean Cimino                                                                          | 3:40                                                                                         |
| 2.                                                                                           | "Blow" (Deconstructed mix)                                                                   | K. Sebert Åhlund Gottwald Grigg Levin Martin                                                 | Kurstin                                                                                      | 3:12                                                                                         |
| 3.                                                                                           | "The Harold Song" (Deconstructed mix)                                                        | K. Sebert Coleman                                                                            | Kurstin Cimino                                                                               | 4:55                                                                                         |
| 4.                                                                                           | "Die Young" (Deconstructed mix)                                                              | K. Sebert Gottwald Levin Ruess Walter                                                        | Kurstin                                                                                      | 3:22                                                                                         |
| 5.                                                                                           | "Supernatural" (Deconstructed mix)                                                           | K. Sebert Gottwald Martin McKee Walter                                                       | Kurstin Cimino                                                                               | 4:27                                                                                         |
| Tổng thời lượng:                                                                             | Tổng thời lượng:                                                                             | Tổng thời lượng:                                                                             | Tổng thời lượng:                                                                             | 18:56                                                                                        |

Ghi chú
- ^A  nghĩa là sản xuất giọng hát
- ^B  nghĩa là sản xuất bổ sung

Ghi chú nhạc mẫu
- "Supernatural" chứa một phần của "Wouldn't It Be Good" (1984), sáng tác và thể hiện bởi Nik Kershaw, xuất bản bởi Irving Music (BMI).
- "Only Wanna Dance with You" chứa đoạn nhạc mẫu của "Last Nite" (2001), sáng tác bởi Julian Casablancas và thể hiện bởi The Strokes.

## Xếp hạng
| Bảng xếp hạng (2012)                | Vị trí cao nhất |
| ----------------------------------- | --------------- |
| Album Úc (ARIA)                     | 12              |
| Album Áo (Ö3 Austria)               | 44              |
| Album Bỉ (Ultratop Vlaanderen)      | 117             |
| Album Bỉ (Ultratop Wallonie)        | 129             |
| Album Brasil (ABPD)                 | 4               |
| Album Cộng hòa Séc (ČNS IFPI)       | 35              |
| Album Canada (Billboard)            | 10              |
| Album Pháp (SNEP)                   | 156             |
| Album Đức (Offizielle Top 100)      | 81              |
| Album Hy Lạp (IFPI)                 | 5               |
| Album Ireland (IRMA)                | 64              |
| Album Ý (FIMI)                      | 79              |
| Album Nhật Bản (Oricon)             | 17              |
| Album New Zealand (RMNZ)            | 30              |
| Album México (Top 100 Mexico)       | 15              |
| Album Ba Lan (ZPAV)                 | 70              |
| Album Scotland (OCC)                | 52              |
| Album Hàn Quốc (Circle)             | 17              |
| Album Hàn Quốc Quốc tế (Circle)     | 1               |
| Album Tây Ban Nha (PROMUSICAE)      | 50              |
| Album Thụy Sĩ (Schwiezer Hitparade) | 63              |
| Album Anh Quốc (OCC)                | 60              |
| Album Hoa Kỳ Billboard 200          | 6               |

| Bảng xếp hạng (2012)            | Vị trí cao nhất |
| ------------------------------- | --------------- |
| Album Hàn Quốc Quốc tế (Circle) | 11              |

| Bảng xếp hạng (2013) | Vị trí |
| -------------------- | ------ |
| Hoa Kỳ Billboard 200 | 92     |

## Chứng nhận
| Quốc gia                                                    | Chứng nhận | Số đơn vị/doanh số chứng nhận |
| ----------------------------------------------------------- | ---------- | ----------------------------- |
| New Zealand (RMNZ)                                          | Vàng       | 7.500‡                        |
| Hoa Kỳ (RIAA)                                               | Bạch kim   | 1.000.000‡                    |
| ‡ Chứng nhận dựa theo doanh số tiêu thụ và phát trực tuyến. |            |                               |

## Lịch sử phát hành
| Khu vực        | Ngày              | Phiên bản      | Định dạng              | Hãng đĩa     | Ct.    |
| -------------- | ----------------- | -------------- | ---------------------- | ------------ | ------ |
| Úc             | 30 tháng 11, 2012 | CD tải nhạc số | Tiêu chuẩn cao cấp     | Sony Music   | [ 34 ] |
| New Zealand    | 30 tháng 11, 2012 | CD tải nhạc số | Tiêu chuẩn cao cấp     | Sony Music   | [ 35 ] |
| Vương quốc Anh | 3 tháng 12, 2012  | CD tải nhạc số | Tiêu chuẩn cao cấp     | Sony Music   | [ 36 ] |
| Hoa Kỳ         | 4 tháng 12, 2012  | CD tải nhạc số | Tiêu chuẩn cao cấp fan | Kemosabe RCA | [ 37 ] |
| Philippines    | 7 tháng 12, 2012  | CD             | Cao cấp                | Ivory        | [ 38 ] |
| Nhật Bản       | 30 tháng 1, 2013  | CD             | Cao cấp giới hạn       | Sony Music   | [ 39 ] |
| Nhiều          | 2022              | Đĩa than       | Mở rộng                | Sony Music   | [ 40 ] |